# Everything in the Garden (Albee)
Everything in the Garden è un'opera teatrale del drammaturgo statunitense Edward Albee, debuttata a New York nel 1967 e tratta dall'omonima commedia dello scrittore britannico Giles Cooper (1962). Nel riadattare la commedia, Albee cambiò radicalmente quasi ogni battuta, mutò in nomi dei personaggi e spostò l'ambientazione dall'Inghilterra agli Stati Uniti. La versione di Albee fu dedicata alla memoria di Cooper, scomparso l'anno prima.

## Trama
Jenny e Richard sarebbero anche felici se non fossero afflitti dalla mancanza di denaro. Mrs. Toothe, un'aristocratica inglese espatriata degli Stati Uniti, propone a Jenny un modo per risollevare le finanze domestiche, far costruire la tanto agognata serra e comprare tutti i beni di cui sogna: prostituirsi.

## Produzioni
Peter Glenville diresse la produzione del debutto della pièce, che rimase in cartellone al Plymouth Theatre di Broadway dal 16 novembre 1967 al 17 febbraio 1968, per un totale di 14 anteprime e 84 repliche regolari. Il cast comprendeva: Tom Aldredge (Gilbert), Charles Bazter (Perry), Barbara Bel Geddes (Jenny), Barry Nelson (Richard), Beatrice Straight (Mrs. Toothe) e Robert Moore (Jack). La produzione fu un successo economico e i diritti cinematografici furono venduti alla 20th Century Fox per $300,000, ma non ne fu mai realizzato un adattamento cinematografico.